# Microcerella tibanae
Microcerella tibanae är en tvåvingeart som beskrevs av Thomas Pape 1996. Microcerella tibanae ingår i släktet Microcerella och familjen köttflugor.
Artens utbredningsområde är Peru. Inga underarter finns listade i Catalogue of Life.